# Mont Forel
Le mont Forel est une montagne du Groenland, située sur la côte orientale de l'île. Il tire son nom du scientifique suisse François-Alphonse Forel. Situé légèrement au nord du cercle Arctique, sur la municipalité de Sermersooq, c'est le douzième plus haut sommet de l'île, avec une altitude légèrement inférieure à 3 400 mètres. C'est aussi le plus haut sommet en dehors de la chaîne de Watkins, située sur la cote Est plus au nord et culminant au Gunnbjørn (3 660 m).